# Bois de Misedon
Le bois de Misedon ou forêt de Misedon constitue l'élément nord-est d'une ancienne et vaste forêt située aux confins des départements de la Mayenne à l'est, et de l'Ille-et-Vilaine à l'ouest, qui comprenait, du nord-est au sud-ouest : la forêt de Frageu et la forêt du Pertre (entre Mondevert et Le Pertre).
Le bois de Misedon, quant à lui, est situé entre Le Bourgneuf-la-Forêt (au nord), Saint-Ouën-des-Toits (au nord-est), Olivet (à l'est), Port-Brillet (au sud) et Launay-Villiers (à l'ouest). Il est bordé à l'ouest par le Vicoin.
Il est situé sur les communes d'Olivet et Port-Brillet.

## Toponymie
- Le breil de Messeden, 1292[2]
- La forest de Messedon, 1406[3]
- La forest de Missedon, 1444[4]
- Les bois et landes de Missedon, 1631[5]
- La forêt de Misdon, 1651[5]
- Misdon, 1680[6]
- Bois de Misedon (Hubert Jaillot, Carte de Cassini).

## Histoire

### Moyen Âge
Ce bois, qui s'étendait du bourg d'Olivet au bourg de Launay-Villiers en 1444, sur une longueur de 4 km (est-ouest) sur 3 km (nord-sud), a toujours fait partie de l'apanage de la Maison de Laval.
En 1292, Guy VIII de Laval l'attribua aux enfants de sa seconde femme, Jeanne de Brienne, et il retourna avec la châtellenie d'Olivet à la branche aînée par le mariage de Guy XII de Laval  et de Jeanne de Laval-Tinténiac.

### Époque moderne
En 1680, écrit Julien Le Clerc du Flécheray, il était réduit presque tout en taillis pour l'entretien de la forge de Port-Brillet.

### Révolution française
Pendant la Révolution française, cette forêt constitua le premier "nid" et le premier asile de la Chouannerie, puisqu'à proximité s'y trouvait, à Saint-Ouën-des-Toits, la Closerie des Poiriers, demeure de la famille Cottereau. Jean Chouan y trouva la mort le 28 juillet 1794.

« La manière dont les Chouans s'établirent dans Misedon mérite d'être rapportée. En plein mois de décembre [1793], leurs anciennes huttes ne pouvaient les abriter suffisamment ; d'ailleurs les feuilles des arbres, tombées, les laissaient à découvert. (...) Ils creusèrent dans la terre des trous de grandeur suffisante pour que plusieurs himommes puissent s'y placer ; (...) les ouvertures n'avaient que la dimension nécessaire pour laisser passer un homme, mais l'intérieur allait en s'élargissent en forme d'entonnoir renversé. (...) Les hommes descendus dans les trous attiraient la trappe sur eux, et comme le sol du taillis était couvert de mousse semblable à celle de la claie, le tout se joignait parfaitement et ne laissait aucune trace. »

Placé sous séquestre à la suite de ces événements, le bois fut restitué, en vertu de la loi du 5 décembre 1814, au Prince de Tarente, qui l'afferma aux maîtres de forges de Port-Brillet, et le vendit le 21 mars 1818 à la Société Paillard-Collet-Bazouin. L'acquisition comprenait, outre Misedon (528 ha), Frageu (99 ha) et l'Éffretais (189 ha).

## Sources et bibliographie
« Bois de Misedon », dans Alphonse-Victor Angot et Ferdinand Gaugain, Dictionnaire historique, topographique et biographique de la Mayenne, Laval, A. Goupil, 1900-1910 [détail des éditions] (BNF 34106789, présentation en ligne)